# Contea di Taylor (Iowa)
La contea di Taylor (in inglese Taylor County) è una contea dello Stato dell'Iowa, negli Stati Uniti.
La popolazione al censimento del 2000 era di 6 958 abitanti.
Il capoluogo di contea è Bedford.